# Sozialamt (Deutschland)

Eingangsschild des Sozialamtes der Landeshauptstadt Dresden

Sozialamt ist die umgangssprachliche Bezeichnung für eine Behörde, die nach § 28 Abs. 2 Erstes Buch Sozialgesetzbuch (SGB I) für die Aufgaben der Sozialhilfe nach dem Zwölften Buch Sozialgesetzbuch (SGB XII) und häufig andere soziale Angelegenheiten verantwortlich ist. Die Sozialhilfeträger, also die Institutionen, die für die Ausführung der Sozialhilfe zuständig sind, bezeichnen die Stellen, die im Bereich des Trägers für die Gewährung der Sozialhilfeleistungen zuständig sind, meist als Sozialämter. Der Begriff „Sozialamt“ wird in der Organisation der Kommunalverwaltung nur teilweise verwendet, alternativ heißt es „Amt für Jugend und Familie“, „Fachbereich Soziales und Wohnen“, „Fachbereich Soziales und Integration“ etc. 
Im Sozialgesetzbuch werden örtliche und überörtliche Sozialhilfeträger unterschieden. Die örtlichen Sozialhilfeträger sind bundeseinheitlich die kreisfreien Städte und Kreise, bzw. nach landesrechtlicher Regelung auch die zugehörigen Gemeinden oder Gemeindeverbände. Die Ausführung des SGB XII ist eine Angelegenheit der Länder, die damit auch bestimmen, welche Behörde die Aufgaben des überörtlichen Sozialhilfeträgers wahrnimmt. Ein Großteil der Bundesländer einschließlich der Stadtstaaten haben sich selbst zu überörtlichen Trägern erklärt. In Nordrhein-Westfalen sind überörtliche Träger die Landschaftsverbände, in Baden-Württemberg der Kommunalverband für Jugend und Soziales, in Bayern die Bezirke und in Hessen und Sachsen die Landeswohlfahrtsverbände. Insofern keine abweichenden landesrechtlichen Regelungen bestehen, sind die überörtlichen Sozialhilfeträger seit dem 1. Januar 2007 zuständig für Leistungen der Eingliederungshilfe, der Hilfe zur Pflege und zur Überwindung besonderer sozialer Schwierigkeiten sowie für Leistungen der Blindenhilfe.
In der politischen Diskussion um in Deutschland gewährte Sozialleistungen, insbesondere an nichtdeutsche EU-Bürger, wird von Kritikern oft die Aussage „Deutschland als Sozialamt Europas“ (oder ähnlich) verwendet.